# Cantone di Orange-Ovest
Il Cantone di Orange-Ovest era una divisione amministrativa dell'arrondissement di Avignone.
È stato soppresso a seguito della riforma complessiva dei cantoni del 2014, che è entrata in vigore con le elezioni dipartimentali del 2015.
Comprendeva parte della città di Orange e i comuni di:
- Caderousse
- Châteauneuf-du-Pape
- Piolenc